# Resistència acidoalcohòlica

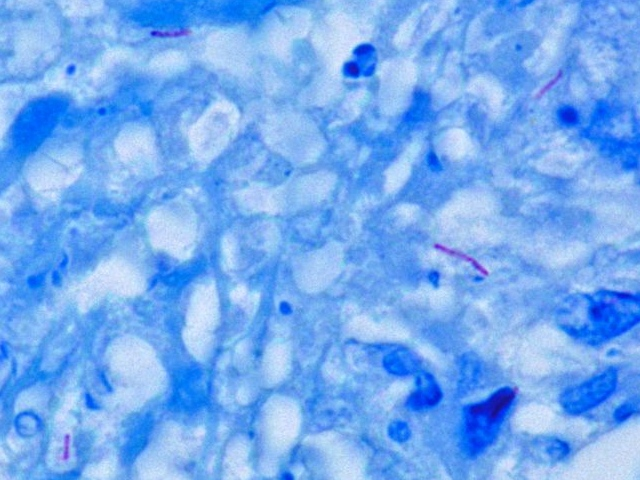
Mycobacterium tuberculosis (tenyit en vermell) en un teixit (blau).

La resistència acidoalcohòlica o acidoalcoholoresistència o alcoholoacidoresistència o, senzillament, acidoresistència és una propietat física de certes cèl·lules bacterianes i eucariotes, així com d'algunes estructures subcel·lulars, específicament en la seva resistència a la decoloració per àcids durant els procediments de tinció de laboratori. Un cop tenyits com a part d'una mostra, aquests organismes poden resistir els procediments de descoloració basats en àcid i/o etanol comuns en molts protocols de tinció, d'aquí el nom d'alcoholoacidoresistents.
Els mecanismes de resistència als àcids varien segons les espècies, tot i que l'exemple més conegut es troba en el gènere Mycobacterium, que inclou les espècies responsables de la tuberculosi i la lepra. La solidesa dels àcids dels micobacteris es deu a l'alt contingut d'àcid micòlic de les seves parets cel·lulars, que és responsable del patró de tincions d'absorció deficient seguit d'una retenció elevada. Alguns bacteris també poden ser parcialment àcids, com Nocardia. Els oocists de Cryptosporidium parvum, un protozou paràsit, també tenen propietats acidoalcoholresistents, que s'utilitzen per tenyir-los i identificar-los, i així diagnosticar la criptosporidiosi.
Els organismes alcoholoacidoresistents són difícils de caracteritzar mitjançant tècniques microbiològiques estàndard, tot i que es poden tenyir amb colorants concentrats, sobretot quan el procés de tinció es combina amb la calor. Alguns, com ara Mycobacterium, es poden tenyir amb la tinció de Gram, però no prenen bé el cristall violeta i, per tant, apareixen de color porpra clar, cosa que pot donar lloc a una identificació grampositiva incorrecta.
La tècnica de tinció més comuna que s'utilitza per identificar els bacteris alcoholoacidoresistents és la tinció de Ziehl-Neelsen, en què les espècies alcoholoacidoresistents es tenyeixen de vermell brillant i destaquen clarament sobre un fons blau. Un altre mètode és el mètode Kinyoun, en què els bacteris es tenyeixen de vermell brillant i destaquen clarament sobre un fons verd. Els micobacteris alcoholoacidoresistents també es poden visualitzar mitjançant microscòpia de fluorescència utilitzant colorants fluorescents específics (tinció d'auramina-rodamina, per exemple). Els òvuls dels cucs paràsits pulmonars Paragonimus westermani es destrueixen per la tinció, cosa que pot dificultar el diagnòstic en pacients que presenten símptomes similars a la tuberculosi.